# Susan van den Heever
Pour les articles homonymes, voir Van den Heever.
Susan Claire Van den Heever est une scientifique de l'atmosphère sud-africaine et professeure à l'université d'État du Colorado. Ses recherches portent sur la physique des nuages et la modélisation à méso-échelle (physique de l'atmosphère). Elle est membre de l'American Meteorological Society et rédactrice en chef du Journal of the Atmospheric Sciences.

## Formation
Van den Heever est originaire d'Afrique du Sud. Elle a obtenu son bachelor à l'université du Witwatersrand, où elle a étudié les mathématiques et la géographie physique. Elle est restée à l'université pendant une année supplémentaire, où elle a obtenu un diplôme honorifique en éducation. Elle a ensuite travaillé comme professeure de mathématiques dans un lycée à Johannesbourg. Elle est finalement retournée à l'université, où elle a obtenu un diplôme d'études supérieures en géographie. Ses recherches de maîtrise portaient sur la modélisation des creux tropicaux-tempérés en Afrique du Sud. Plus précisément, elle a étudié El Niño – Oscillation australe et la sécheresse sud-africaine. Van den Heever a finalement déménagé aux États-Unis en tant que chercheuse doctorante. Elle a terminé son doctorat à l'université d'État du Colorado, où elle a étudié les tempêtes supercellulaires. Après avoir obtenu son doctorat, van den Heever a travaillé comme chercheuse postdoctorale puis chercheuse à la Colorado State University.

## Recherche et carrière
En 2008, van den Heever a rejoint le corps professoral de la Colorado State University. Elle a développé le modèle numérique de résolution des nuages Regional Atmospheric Modelling System (en) . Elle a été nommée professeure Monfort en 2015. En 2020, elle a déménagé à l'université d'Oxford en tant que professeure invitée au département de physique.
Les recherches de Van den Heever portent sur les systèmes orageux et les impacts de la pollution atmosphérique sur la formation des nuages. Elle faisait partie du Cloud, Aerosol and Monsoon Processes Philippines Experiment (CAMP 2 Ex) de la NASA, qui a survolé les océans près des Philippines et collecté des données sur les aérosols et la microphysique des nuages. Elle s'est associée au Jet Propulsion Laboratory pour déployer un système radar à bord de la Station spatiale internationale.

## Prix et distinctions
- 2002 NASA Group Achievement Award (en) à l'équipe scientifique CRYSTAL-FACE
- 2013 Colorado State University Prix du professeur exceptionnel de l'année [7]
- 2015 Colorado State University Prix du professeur exceptionnel de l'année [7]
- Prix ASCENT de l'Union géophysique américaine 2016 [2],[8]
- Prix d'excellence en enseignement Edward N. Lorenz 2018 [9]
- 2021 Massachusetts Institute of Technology Houghton Lectureship [10]
- 2021 Fellow de l'American Meteorological Society [11]

## Publications (sélection)
- (en) Susan C. van den Heever, Gustavo G. Carrió, William R. Cotton, Paul J. DeMott et Anthony J. Prenni, « Impacts of Nucleating Aerosol on Florida Storms. Part I: Mesoscale Simulations », Journal of the Atmospheric Sciences, Société américaine de météorologie, vol. 63, no 7,‎ juillet 2006, p. 1752-1775 (ISSN 0022-4928 et 1520-0469, DOI 10.1175/JAS3713.1).
- (en) Susan C. van den Heever et William R. Cotton, « Urban Aerosol Impacts on Downwind Convective Storms », Journal of Applied Meteorology and Climatology, Société américaine de météorologie, vol. 46, no 6,‎ juin 2007, p. 828-850 (ISSN 1558-8424 et 1558-8432, DOI 10.1175/JAM2492.1).
- (en) A. P. Khain, K. D. Beheng, A. Heymsfield, A. Korolev, S. O. Krichak, Z. Levin, M. Pinsky, V. Phillips, T. Prabhakaran, A. Teller, S. C. van den Heever et J.-I. Yano, « Representation of microphysical processes in cloud-resolving models: Spectral (bin) microphysics versus bulk parameterization », Reviews of Geophysics, Wiley-Blackwell, vol. 53, no 2,‎ 23 mai 2015, p. 247-322 (ISSN 8755-1209 et 1944-9208, OCLC 471534503, DOI 10.1002/2014RG000468).
- (en) William R. Cotton, George H. Bryan et Susan C. Van den Heever, Storm and Cloud Dynamics (Second Edition), vol. 99, Burlington, Academic Press, coll. « International geophysics series », 2011, 809 p. (ISBN 978-0-12-088542-8).